# Maria Venturi
Maria Venturi (Firenze, 1º agosto 1933 – Brescia, 20 febbraio 2024) è stata una scrittrice, giornalista e autrice televisiva italiana.

## Biografia
Dall'età di 7 anni visse a Brescia, dove tra l'altro si sposò e mise al mondo le sue due figlie gemelle. Dopo la maturità classica si iscrisse al corso di Lettere antiche alla Statale di Milano, dove studiò con Mario Fubini.
Pubblicò i primi racconti sul settimanale Novella, all'epoca un giornale di narrativa diretto da Giorgio Scerbanenco. A 25 anni iniziò la stesura di un romanzo. Ne inviò la trama e le prime otto cartelle a Italo Calvino, presso la Einaudi. Tre mesi dopo arrivò la risposta: una lettera autografa con l'invito a portare a termine il libro. Tuttavia il romanzo restò incompiuto perché, nel frattempo, Maria Venturi venne assunta da Novella con un contratto di sei mesi. Iniziò così il suo pendolarismo da Brescia a Milano, durato oltre vent'anni. Il contratto le venne rinnovato, ma Enzo Biagi trasformò la rivista in un rotocalco di attualità, Novella 2000, e fu a lui che Maria Venturi dovette il praticantato e l'assunzione definitiva. Diventò giornalista professionista nel 1970 e trascorse due anni in giro per l'Italia come inviata con Sandro Mayer. L'alternarsi di tre direttori (Antonio Terzi, Benedetto Mosca e Paolo Occhipinti) rappresentò un'ottima scuola.
Nel 1979, dopo esserne stata caporedattrice e vicedirettrice, Maria Venturi assunse la direzione di Novella 2000. Nel 1981 Paolo Occhipinti la chiamò a dirigere lo storico settimanale Annabella, che pochi mesi dopo diventò Anna. Il “filo diretto” con le lettrici iniziò con una rubrica di posta, che andò avanti anche nel periodo difficile della crisi della casa editrice Rizzoli, del passaggio di proprietà e dell'amministrazione controllata. Nell'ottobre del 1986 Maria Venturi lasciò Anna mantenendo un contratto di collaborazione con altre testate del gruppo: proseguì la posta con le lettrici, scrisse articoli e interviste, iniziò una rubrica di critica televisiva sul settimanale Oggi e collaborò con il quotidiano romano Il Messaggero.
Fu Oreste Del Buono, capo della divisione libri della Rizzoli, a riportarla alla scrittura di un romanzo: le diede un consiglio, che fosse “spudoratamente avvincente, romantico e popolare”, e le inviò un pacco di libri-guida di famose autrici di oltreoceano: Judith Krantz, Barbara Taylor Bradford e Danielle Steel. Nacque così Storia d'amore. Il regista Duccio Tessari ne acquistò i diritti e nel 1987 diventò una miniserie televisiva interpretata da Margherita Buy. Questo romanzo aprì a Maria Venturi le porte della narrativa. Altri tre romanzi divennero serie di successo: La storia spezzata (1992), La moglie nella cornice (1992), Il cielo non cade mai (1993).
Nel 1998 Maria Venturi creò il soggetto di Incantesimo, fiction che curò insieme con gli sceneggiatori Gianfranco Clerici e Daniele Stroppa per sette stagioni e dal quale venne tratto l'omonimo romanzo. Orgoglio (2004) fu un'altra fiction a cui Venturi lavorò come autrice, e venne prodotta per la Rai dalla Titanus di Goffredo Lombardo. Butta la luna (2006) e Paura di amare (2010) furono le sue ultime fiction (nella prima lavorò come autrice esclusivamente nella prima stagione).
Nel 2011 Umberto Brindani, direttore di Oggi, le affidò la rubrica “Lezioni d'amore”. Nell'ottobre 2014 pubblicò Niente è per caso, storia di un amore irripetibile che riuscirà a sopravvivere a dieci anni di errori, ostacoli e distacchi. Nel 2015 riprese un romanzo scritto quasi vent'anni prima, rivisitandolo e ampliandolo: I giorni dell'altra, che uscì per Rizzoli.
Maria Venturi morì il 20 febbraio 2024 nella sua casa di Brescia all'età di 90 anni. Due giorni dopo si tenne il funerale nella chiesa di Sant'Agata.

## Premi e riconoscimenti
- 1997 - Premio Saint Vincent;
- Premio «Baccante» di Matera.

## Opere
- Storia d'amore, Milano, Rizzoli, 1984, ISBN 88-17-69100-3.
- La moglie nella cornice, Milano, Rizzoli, 1987, ISBN 88-17-69102-X.
- Caro amore, Milano, Rizzoli, 1988, ISBN 88-17-53830-2.
- L'amore s'impara, 1ª ed., Milano, Anna, 1989.
- La storia spezzata, Milano, Rizzoli, 1989, ISBN 88-17-69103-8.
- Il cielo non cade mai, Milano, Rizzoli, 1990, ISBN 88-17-69104-6.
- Addio e ritorno, Milano, Rizzoli, 1992, ISBN 88-17-69105-4.
- La moglie addosso, Milano, Rizzoli, 1993, ISBN 88-17-69106-2.
- Un'altra storia, Milano, Rizzoli, 1994, ISBN 88-17-69107-0.
- In punta di cuore, Milano, Rizzoli, 1995, ISBN 88-17-69108-9.
- I giorni dell'altra, Milano, Baldini & Castoldi, 1996, ISBN 88-8089-168-5.
- Mia per sempre, Milano, Rizzoli, 1996, ISBN 88-17-69109-7. (da cui è stato tratto un film in due puntate trasmesso su Rai 1)
- Il rumore dei ricordi, Milano, Rizzoli, 1997, ISBN 88-17-69110-0.
- L'amore stretto, Milano, Rizzoli, 1998, ISBN 88-17-66193-7.
- La donna per legare il sole, Milano, Rizzoli, 1999, ISBN 88-17-68020-6.
- Incantesimo, Roma-Milano, Rai-ERI-Rizzoli, 2000, ISBN 88-17-86373-4.
- Da quando mi lasciasti, Milano, Rizzoli, 2001, ISBN 88-17-86801-9.
- L'amante è finita, Milano, Rizzoli, 2002, ISBN 88-17-87019-6.
- Chi perdona ha vinto, Milano, Rizzoli, 2002, ISBN 88-17-87180-X.
- Il nuovo incantesimo, Roma-Milano, Rai-ERI-Rizzoli, 2003, ISBN 88-17-87225-3.
- Butta la luna, Milano, Rizzoli, 2004, ISBN 88-17-00194-5.
- La bambina perduta, Milano, Rizzoli, 2005, ISBN 88-17-00377-8.
- La vita senza me, Milano, Rizzoli, 2010, ISBN 978-88-17-01255-3.
- Come prima, Milano, Rizzoli, 2011, ISBN 978-88-17-04778-4.
- Niente è per caso, Milano, Rizzoli, 2014, ISBN 978-88-17-05592-5.
- I giorni dell'altra, Milano, Rizzoli, 2016, ISBN 978-88-17-08841-1.
- Ora mi vedi, Milano, Rizzoli, 2017, ISBN 978-88-17-09443-6.
- Tanto cielo per niente, HarperCollins Italia, 2018, ISBN 978-88-6905-328-3.